# Anne Grete Hilding
Anne Grete Hilding, född 21 februari 1924 i Köpenhamn, död 27 januari 2007, var en dansk skådespelare.

## Filmografi (urval)
- 1988 – Vid vägen
- 1973 - Romantik på sängkanten
- 1953 - Sedlighetspolisen ingriper
- 1950 - På kryss mot äventyret